# إيرل هاريس (سياسي)
إيرل هاريس (بالإنجليزية: Earl Harris)‏ هو سياسي أمريكي، ولد في 8 نوفمبر 1941 في الولايات المتحدة، وتوفي في 23 مارس 2015. حزبياً، نشط في الحزب الديمقراطي. وقد انتخب عضو مجلس نواب إنديانا.